# Sunset Bay State Park
Der Sunset Bay State Park ist ein State Park im Coos County US-Bundesstaat Oregon. Der 164 ha große State Park liegt am Cape Arago Highway 19 km südwestlich von Coos Bay. 

## Geographie
Die Sunset Bay ist eine von Sandsteinfelsen umschlossene Bucht 4 km westlich von Charleston. Der Sandstrand, die geschützte Lage und das noch weit draußen hüfttiefe Wasser ermöglichen an dieser Stelle ein Gang ins Wasser, was sonst in Oregon wegen der Strömungen und Wassertemperatur eher unüblich ist. 

### Cape Arago Leuchtturm

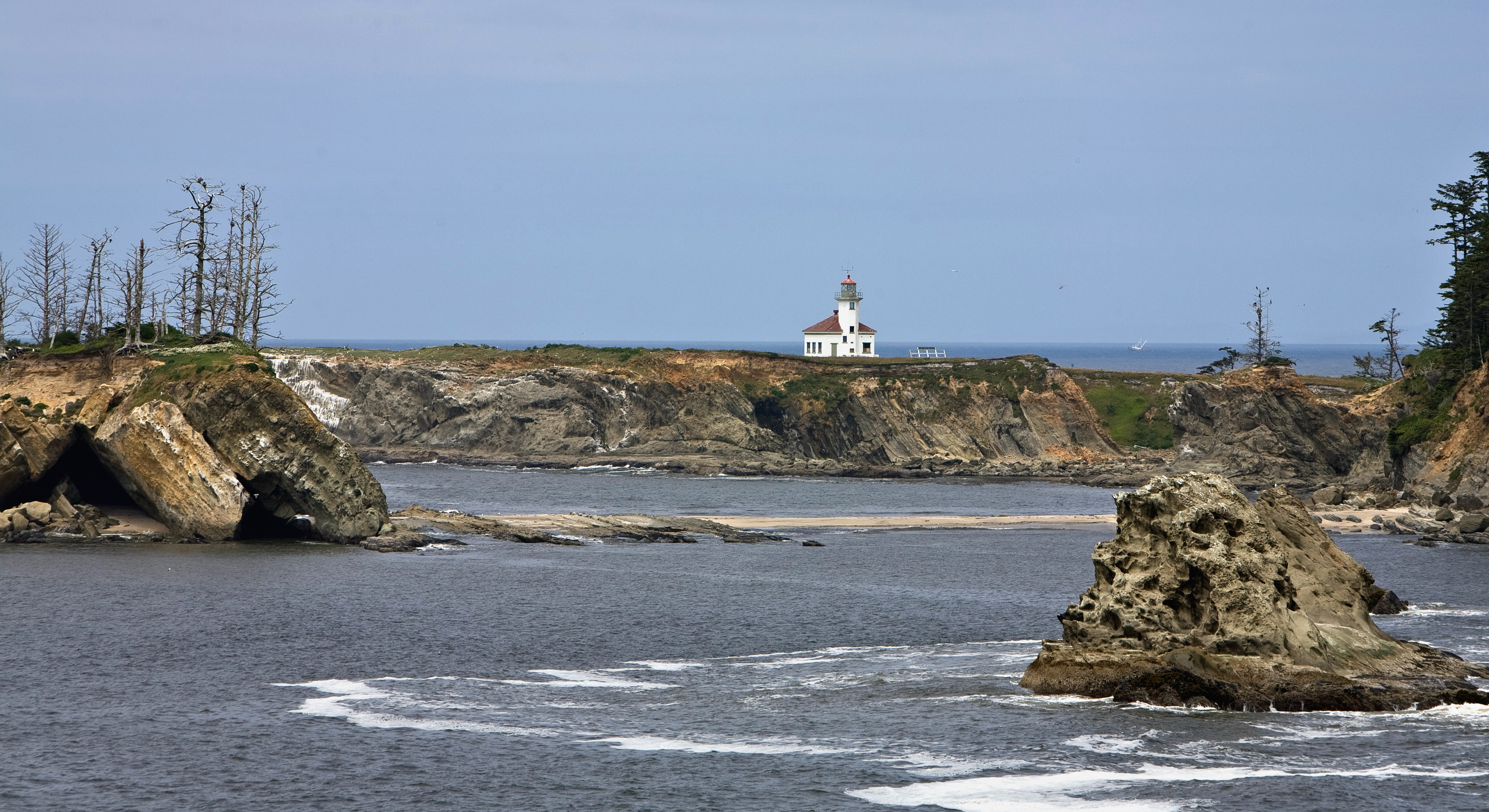
Cape Arago Leuchtturm

Auf einer Insel vor Sunset Bay, die von den Native Americans Chief’s Island genannt wird, steht der Cape Arago Leuchtturm (engl. Cape Arago Lighthouse). 1864 wurde mit dem Bau eines ersten Leuchtturms für den Hafen von Coos Bay begonnen, der 1866 fertiggestellt wurde. Stürme und Erosion erzwangen den Bau eines neuen Leuchtturms im Jahr 1909 und den Bau eines dritten, heute noch bestehenden 13 m hohen Turms im Jahr 1934. Eine fast 400 m lange Holzbrücke führt zu der Insel. 1966 wurde der Leuchtturm automatisiert. Seit 2006 ist der Leuchtturm nicht mehr in Betrieb. Die Insel ist im Besitz von Native Americans. Die Brücke zur Insel ist versperrt und kann nicht betreten werden.

## Geschichte
Die geschützte Bucht diente früher als Liegeplatz und Schutzhafen für Fischerboote. Nach einer lokalen Überlieferung diente sie auch als Piratenstützpunkt. Seinen Namen erhielt die Bucht von einem Pionier aus Coos Bay. Um 1900 gehörte das Gebiet zum Grundbesitz des Holzbarons Louis J. Simpson, der das Land 1942 an den Staat verkaufte. Bis 1984 wurde der Park durch Schenkungen und Ankäufe auf die heutige Größe erweitert.

## Touristische Anlagen
An der Bucht und auf den Wiesen entlang des Big Creek, eines kleinen Baches, erstrecken sich der Picknickbereich und die Stellplätze des Campingplatzes mit über 90 Zeltplätzen und fast 30 Stellplätzen für Wohnmobile. An den Park grenzt ein öffentlich zugänglicher Golfplatz. Ein Wanderweg, der auch Teil des Oregon Coast Trail ist, verbindet den Park mit dem südlich angrenzenden Shore Acres State Park und dem Cape Arago State Park.